# خوسيه كروز
خوسيه كروز (بالإنجليزية: José Cruz)‏ هو لاعب كرة قاعدة أمريكي، ولد في 8 أغسطس 1947 في Arroyo, Puerto Rico ‏ في الولايات المتحدة.

## وصلات خارجية
- خوسيه كروز على موقعبيزبول رفرنس.كوم (الدوري الرئيسي) (الإنجليزية)
- خوسيه كروز على موقعبيزبول رفرنس.كوم (الدوري الثانوي) (الإنجليزية)
- خوسيه كروز على موقع مشجعي الرسوم البيانية (الإنجليزية)